# Franklin Bandy
Pour les articles homonymes, voir Bandy (homonymie).
Franklin Bandy, né en 1914 à Atlanta en Géorgie et décédé le 11 avril 1987 à White Plains dans l'État de New York aux États-Unis, est un écrivain américain, auteur de roman policier. Il a également utilisé le diminutif d'Eugene Franklin. Ses écrits ne sont pas traduits en français.

## Biographie
Il suit les cours de l'université de l'Illinois, puis travaille comme journaliste et rédacteur pour une encyclopédie. Il sert pendant la Seconde Guerre mondiale avec le grade de capitaine et, à la fin du conflit, s'installe à New York où il travaille pour différentes agences publicitaires.
Comme romancier, il publie plusieurs romans policiers, dont Deceit & Deadly Lies en 1978, la première enquête de Kevin MacInnes, un détective privé originaire de l'Ohio qui lui vaut le Prix Edgar-Allan-Poe de la meilleure parution en livre de poche en 1979.

## Œuvre

### Romans

#### SérieBerkeley Barnes
- Murder Trapp (1971)
- The Money Murders (1972)
- The Bold House Murders (1973)

#### SérieKevin MacInnes
- Deceit & Deadly Lies (1978)
- The Blackstock Affair (1980)

#### Autres romans
- The Shannonese Hustle (1978)
- The Farewell Party (1980)
- Athena (1987)

### Nouvelles
- In Mourning for Myrtle (1976)
- Carlos’ Perfect Crime (1982)

## Prix et distinctions notables
- Prix Edgar-Allan-Poe 1979 de la meilleure parution en livre de poche pour Deceit and Deadly.